# Autocharis bekilalis
Autocharis bekilalis is een vlinder uit de familie grasmotten (Crambidae). De wetenschappelijke naam van deze soort is voor het eerst geldig gepubliceerd in 1956 door Marion & Viette.
De soort komt voor in tropisch Afrika.